# Morgan Taylor Campbell
Morgan Taylor Campbell (* 9. April 1995 in Fort McMurray, Alberta) ist eine kanadische Schauspielerin.

## Leben
Sie wuchs mit zwei Brüdern und zwei Schwestern in der kanadischen Provinz Alberta auf. Wenige Monate vor ihrem High-School-Abschluss zog sie nach Vancouver, um ihre Schauspiellehre am Railtown Actors Studio zu beginnen. Erste schauspielerische Erfahrungen sammelte sie durch Mitwirkungen in Kurzfilmen, ehe sie 2013 Episodenrollen in den Fernsehserien Mr. Young und The Killing bekam. Von 2013 bis 2014 stellte sie die Rolle der Ann Templeton in insgesamt elf Episoden der Fernsehserie Spooksville dar. Weitere Besetzungen folgten in namhaften Fernsehserien wie Supernatural und The 100.
2016 stellte sie im Spielfilm The Orchard die weibliche Hauptrolle der Olive Cunningham dar. Sie erregte Aufmerksamkeit aufgrund der überwiegend nudistischen Darstellung des Charakters und der Sexszenen. Im selben Jahr war sie in zwei Episoden der Fernsehserie Dead of Summer zu sehen. 2017 folgte eine Nebenrolle in dem Spielfilm Power Rangers. Weitere Episodenrollen hatte sie in den Fernsehserien
iZombie und Interrogation. 2021 verkörperte sie die Rolle der McKenzie in neun Episoden der Fernsehserie Zoey’s Extraordinary Playlist. 2022 stellte sie die Rolle der Tilda Webber in zehn Episoden des Netflix Originals The Imperfects dar.

## Filmografie (Auswahl)

### Schauspiel
- 2011: Imaginary Conversations (Kurzfilm)
- 2012: The Deep End: Dinosaur (Kurzfilm)
- 2013: Mr. Young (Fernsehserie, Episode 3x04)
- 2013: It's Not in Her Head (Kurzfilm)
- 2013: Restless Virgins (Fernsehfilm)
- 2013: The Killing (Fernsehserie, Episode 3x03)
- 2013: The Next Step
- 2013: Path to Shadow Hill (Kurzfilm)
- 2013–2014: Spooksville (Fernsehserie, 11 Episoden)
- 2014: A Cold Night in a Small Town (Kurzfilm)
- 2014: Supernatural (Fernsehserie, Episode 10x08)
- 2014: Sea of Fire (Fernsehfilm)
- 2015: No Men Beyond This Point
- 2015: The 100 (Fernsehserie, 2 Episoden)
- 2015: Ungodly Acts (Fernsehfilm)
- 2016: Appetite for Love (Fernsehfilm)
- 2016: Pretty Little Addict (Fernsehfilm)
- 2016: Dead of Summer (Fernsehserie, 2 Episoden)
- 2016: The Orchard
- 2016: Sadie's Last Days on Earth
- 2017: Power Rangers
- 2017: An Army of Hearts (Kurzfilm)
- 2017: iZombie (Fernsehserie, Episode 3x09)
- 2017: Forsaken
- 2017: Rue: The Short Film (Kurzfilm)
- 2017: Campus Caller (Fernsehfilm)
- 2017: Gregoire
- 2018: Law & Order: Special Victims Unit (Fernsehserie, Episode 19x18)
- 2019: Death of a Cheerleader (Fernsehfilm)
- 2019: Charmed (Fernsehserie, Episode 1x15)
- 2019: William
- 2019: Deadly Influencer (Fernsehfilm)
- 2020: Interrogation (Fernsehserie, 2 Episoden)
- 2021: Zoey’s Extraordinary Playlist (Fernsehserie, 9 Episoden)
- 2021: Zoey’s Extraordinary Christmas
- 2022: Caught in His Web (Fernsehfilm)
- 2022: Cruel Instruction (Fernsehfilm)
- 2022: The Imperfects (Fernsehserie, 10 Episoden)
- 2022: Fire Country (Fernsehserie, Episode 1x08)
- 2024: Tracker (Fernsehserie, Episode 2x08)
- 2025: Wild Cards (Fernsehserie, Episode 2x02)

### Synchronisation
- 2015: Barbie & Her Sisters in the Great Puppy Adventure (Animationsfilm)